# 1. ceremonia wręczenia nagród Brytyjskiej Akademii Filmowej
1. ceremonia rozdania nagród Brytyjskiej Akademii Sztuk Filmowych i Telewizyjnych została zorganizowana 29 maja 1949 r. w Odeon Cinema przy Leicester Square w Londynie. Nagrody przyznano za filmy pokazywane w Wielkiej Brytanii w 1947 r.

## Laureaci

### Najlepszy film
- Najlepsze lata naszego życia

### Najlepszy brytyjski film
- Niepotrzebni mogą odejść

### Specjalna nagroda
- Świat jest bogaty